# 우주왕복선 계획

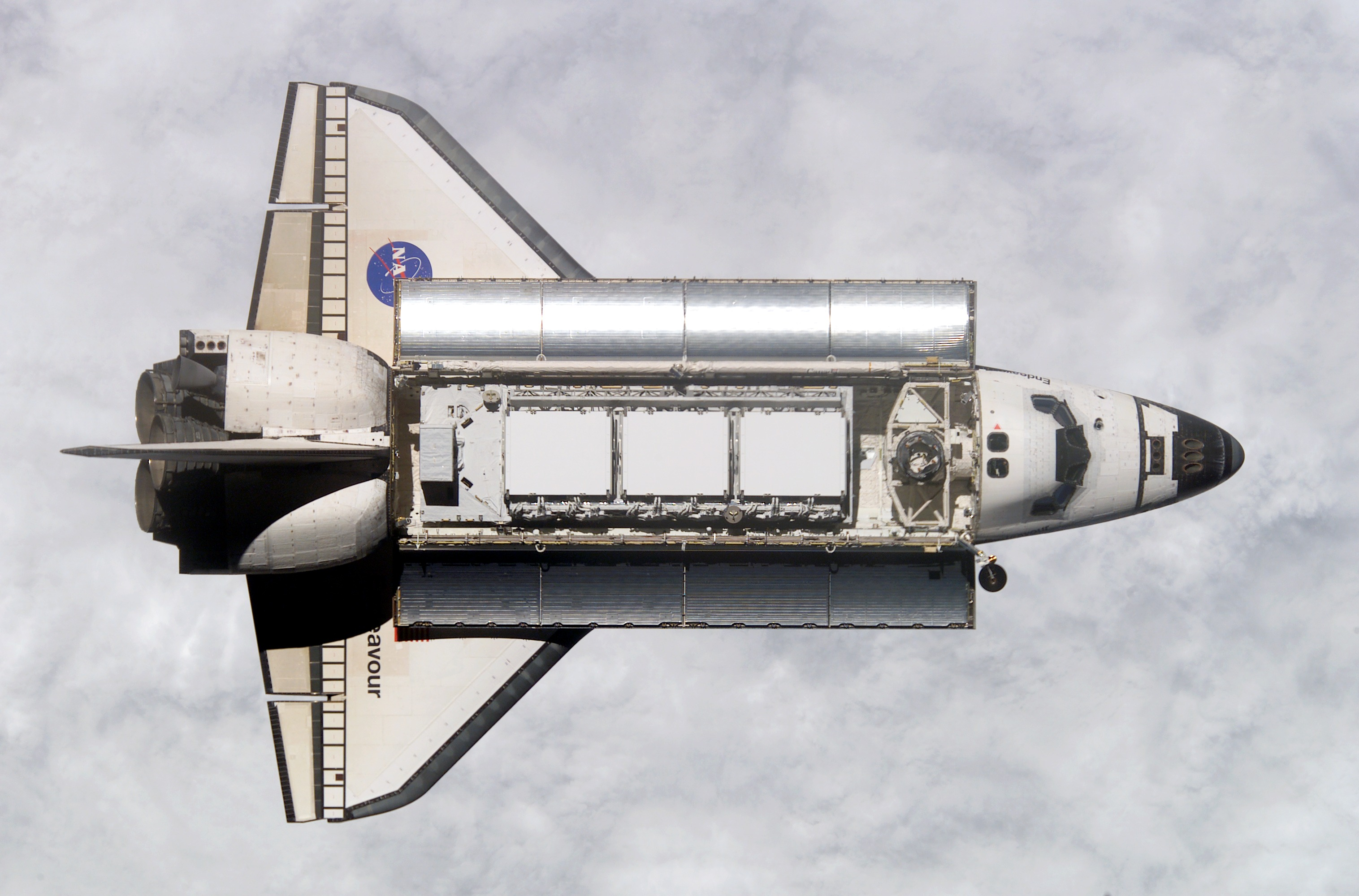
우주왕복선 그림

임무 뱃지

우주왕복선 계획(영어: Space Shuttle program)은 미국에서 1972년부터 2011년까지 진행되었던 우주왕복선제작 프로젝트이다. 이것은 미국 항공 우주국 (NASA)이 수행한 네 번째 유인 우주 비행 프로그램으로, 지구에서 궤도로의 승무원과 화물을 정기적으로 수송했다. 공식 프로그램 이름은 재사용 가능한 우주선 시스템에 대한 1969년 계획에서 따온 우주 수송 시스템 (STS)이었으며, 이 계획에서 제안된 핵 셔틀이 1972년에 취소되면서 개발을 위해 자금이 지원된 유일한 항목이었다. 135회의 임무를 수행했고, 16개국에서 온 355명의 우주인을 태웠으며, 그중 다수는 여러 차례의 여행을 했다.
재사용 가능한 고체 로켓 부스터 2개와 일회용 우주왕복선 외부 연료 탱크로 발사된 우주왕복선 궤도선으로 구성된 우주왕복선은 최대 8명의 우주인과 최대 50,000 파운드 (23,000 kg)를 태울 수 있었다. 임무가 완료되면 궤도선은 지구 대기권에 재진입하여 케네디 우주 센터나 에드워즈 공군기지에 글라이더처럼 착륙하게 된다.
우주왕복선은 궤도 진입과 착륙에 성공한 유일한 날개 달린 유인 우주선이며, 궤도 진입에 여러 번 성공한 최초의 재사용 가능한 유인 우주선이다. 그 임무에는 국제우주정거장(ISS)을 포함한 다양한 궤도로 대형 탑재물을 운반하고, 우주 정거장의 승무원 교체를 제공하고, 허블 우주망원경에 대한 서비스 임무를 수행하는 것이 포함되었다. 궤도선은 또한 궤도에서 인공위성과 다른 탑재물(예: ISS에서 온 것)을 회수하여 지구로 귀환시켰지만 이러한 용도로 사용된 경우는 드물었다. 각 차량은 100회 발사를 목표로 설계되었으며, 운영 수명은 10년이다. 셔틀의 원래 판매 포인트는 15년의 운영 기간 동안 150회 이상의 발사가 가능하며 프로그램 최고조에는 '매달 한 번 발사'가 예상된다는 것이었지만 국제 우주 정거장 개발의 광범위한 지연으로 인해 이처럼 빈번한 비행에 대한 최대 수요가 발생하지 않았다.
1960년대 후반부터 다양한 셔틀 개념이 연구되었다. 이 프로그램은 공식적으로 1972년에 시작되었으며, 1975년 아폴로, 스카이랩, 아폴로-소유즈 프로그램에 이어 NASA의 유인 우주 비행 사업의 유일한 초점이 되었다. 셔틀은 원래 1972년에 '스페이스 트럭'으로 구상되어 대중에게 공개되었는데, 이 트럭은 1980년대에 지구 저궤도에 미국의 우주 정거장을 건설하는 데 사용될 예정이었고, 1990년대 초에는 새로운 차량으로 교체되었다. 미국의 우주 정거장 건설 계획은 중단되었지만 국제우주정거장(ISS)으로 발전했고 1983년 로널드 레이건 대통령에 의해 공식적으로 시작되었지만 ISS는 장기 지연, 설계 변경 및 비용 초과로 어려움을 겪었고 우주 왕복선의 수명을 2011년 최종 퇴역할 때까지 여러 차례 연장해야 했다. 이는 원래 설계된 기간의 두 배에 달하는 수명을 제공했다. 2004년 조지 W. 부시 대통령의 우주 탐사 비전에 따르면, 우주 왕복선은 주로 ISS 조립을 완료하는 데에만 사용될 예정이었으나, 당시에는 일정이 크게 뒤처져 있었다.
모든 우주왕복선 임무는 플로리다에 있는 케네디 우주 센터(KSC)에서 발사되었다. 캘리포니아의 반덴버그 우주군기지에서는 일부 민간 및 군사용 극지방 우주 왕복선 임무가 계획되었다. 그러나 1986년 챌린저 우주왕복선 폭발 사고 이후 반덴버그 공군기지를 우주왕복선 임무에 사용하는 것은 취소되었다. 발사에 사용된 기상 기준에는 강수량, 기온, 구름 덮개, 번개 예보, 바람, 습도 등이 포함되지만 이에 국한되지는 않는다. 우주왕복선은 번개를 맞을 수 있는 상황에서 발사되지 않았다.
최초로 완벽하게 기능을 갖춘 궤도선은 캘리포니아주 팜데일에서 제작된 컬럼비아 우주왕복선(OV-102로 명명)이다. 이 우주선은 1979년 3월 25일에 케네디 우주 센터(KSC)에 배달되었고, 유리 가가린의 우주 비행 20주년인 1981년 4월 12일에 승무원 2명을 태우고 처음 발사되었다.
135회의 임무를 수행하는 동안, 두 개의 궤도선(컬럼비아호와 챌린저호)이 치명적인 사고를 겪었고, 승무원 전원이 사망하여 총 14명의 우주인이 사망했다. 사고로 인해 국가 차원의 조사가 이루어졌고 사고가 발생한 이유에 대한 자세한 분석이 이루어졌으며 셔틀이 비행을 재개하기 전에 상당한 변경이 이루어진 일시 중단이 있었다. 1986년 1월 챌린저 호 참사 이후 다음 우주왕복선 발사까지 32개월이 지연되었다. 2003년 2월 컬럼비아 우주왕복선 공중분해 사고 이후에도 29개월이라는 유사한 지연이 발생했다.
가장 긴 우주왕복선 임무는 17일 15시간 동안 진행된 STS-80이었다. 우주왕복선 프로그램의 마지막 비행은 2011년 7월 8일의 STS-135였다.
2011년 우주왕복선이 퇴역한 이후, 우주왕복선이 원래 맡았던 임무 중 대부분은 다양한 정부 및 민간 선박이 수행하고 있다. 유럽 ATV ATV의 경우 2008년부터 2015년까지 ISS에 공급되었다. 미국 공군의 무인 우주선 보잉 X-37은 기밀 군사 임무를 수행하고 있다. 2012년에는 NASA의 상업용 재공급 서비스를 통해 SpaceX의 부분 재사용 가능 Dragon 우주선을 통해 국제 우주 정거장으로의 화물이 상업적으로 배달되기 시작했고, 이어서 2013년 후반에는 Orbital Sciences의 시그너스 우주선이 배달되었다. 현재 ISS에 대한 승무원 서비스는 러시아의 소유스에서 제공하고 있으며 2020년부터는 NASA의 상업용 승무원 개발 프로그램의 일환으로 회사의 재사용 가능한 Falcon 9 로켓에 탑재되어 발사된 SpaceX Dragon 2 승무원 캡슐이 제공하고 있다. 보잉의 스타라이너 캡슐은 2025년부터 ISS 승무원 서비스를 시작할 예정이다. 지구 저궤도 너머의 임무를 위해 NASA는 아르테미스 계획의 일부인 우주 발사 시스템과 오리온 우주선을 제작하고 있다.
2011년까지 셔틀 프로그램의 실제 30년 서비스 수명에 대한 총 비용은 인플레이션을 조정하여 1조 9600억달러였다. 2010년 우주왕복선의 비행당 증가 비용은 4억 900만 달러였다.
NASA는 컬럼비아 호 참사 이후 역사가 알렉스 롤랜드(Alex Roland)가 "최선을 바라는 것"이라고 묘사한 우주 왕복선 프로그램 동안 성공 지향적 관리로 알려진 경영 철학을 사용했다. 성공 지향적 경영에 대한 연구는 그 이후로 이 분야의 여러 분석가들에 의해 진행되어 왔다.

## 같이 보기
- 무인 우주선